# Toronto Marlies
I Toronto Marlies sono una squadra di hockey su ghiaccio dell'American Hockey League con sede nella città di Toronto, nell'Ontario. Nati nel 2005 sono la formazione affiliata alla franchigia NHL dei Toronto Maple Leafs, e disputano i loro incontri casalinghi presso il Ricoh Coliseum. I Marlies sono una delle tre squadre della AHL che gioca nella stessa città della franchigia a cui sono legati.

## Storia
La AHL nel corso degli anni 1970, anni 1980 e 1990 nel Canada atlantico aveva avuto numerose franchigie, tuttavia nel 2004 l'unica squadra rimasta nella regione era quella dei New Brunswick Hawks e St. John's Maple Leafs. Nonostante la grande popolarità della squadra e del seguito di tifosi la dirigenza dei Toronto Maple Leafs pensò di ridurre i costi per le trasferte e di utilizzare l'impianto del Ricoh Coliseum di Toronto a partire dalla stagione 2005-06. Nonostante un inizio difficile, dovuto al maggior numero di sostenitori dei Maple Leafs, nel corso degli anni vi fu un aumento degli spettatori presenti alle partite dei Marlies, rassicurando la dirigenza sul futuro della seconda squadra professionistica della città. Per la prima volta nella stagione 2011-12 i Marlies sono giunti alle finali della Calder Cup, dove però furono sconfitti 4-0 dai Norfolk Admirals. Durante la stagione AHL 2017-18, i Marlies hanno vinto il suo primo Calder Cup dopo una serie 4-3 conquistare il Texas Stars nelle finali.
Il nome riprende quello della vecchia formazione giovanile di Toronto, i Toronto Marlboros, tuttavia in una forma abbreviata in "Marlies" per evitare associazioni di idee con la marca di sigarette Marlboro.
Le principali rivali sono i Rochester Americans e gli Hamilton Bulldogs, squadra affiliata ad una delle rivali storiche dei Maple Leafs, i Montreal Canadiens.

### Affiliazioni
Nel corso della loro storia i Toronto Marlies sono stati affiliati alle seguenti franchigie della National Hockey League:
- Toronto Maple Leafs: (2005-)

## Record stagione per stagione
| Stagione        | Division | Gare | V  | S  | OTL | SOL | Punti | GF  | GS  | Piazzamento | Play-off |
| --------------- | -------- | ---- | -- | -- | --- | --- | ----- | --- | --- | ----------- | --- |
| Toronto Marlies |          |      |    |    |     |     |       |     |     |             | |
| 2005-06         | North    | 80   | 41 | 29 | 6   | 4   | 92    | 270 | 263 | 4°          | perde 1º turno (Grand Rapids) 1-4                                                                                                  |
| 2006-07         | North    | 80   | 34 | 39 | 2   | 5   | 75    | 220 | 270 | 6°          | |
| 2007-08         | North    | 80   | 50 | 21 | 3   | 6   | 109   | 246 | 203 | 1°          | vince 1º turno (San Antonio) 4-3 vince 2º turno (Syracuse) 4-3 perde semifinali (Chicago) 1-4                                      |
| 2008-09         | North    | 80   | 39 | 29 | 5   | 7   | 90    | 240 | 229 | 4°          | perde 1º turno (Manitoba) 2-4 |
| 2009-10         | North    | 80   | 33 | 35 | 6   | 6   | 78    | 193 | 261 | 5°          | |
| 2010-11         | North    | 80   | 37 | 32 | 1   | 10  | 85    | 228 | 219 | 5°          | |
| 2011-12         | North    | 76   | 44 | 24 | 5   | 3   | 96    | 217 | 175 | 1°          | vince 1º turno (Rochester) 3-0 vince 2º turno (Abbotsford) 4-1 vince semifinali (Oklahoma City) 4-1 perde Calder Cup (Norfolk) 0-4 |
| 2012-13         | North    | 76   | 43 | 23 | 3   | 7   | 96    | 237 | 199 | 1°          | vince 1º turno (Rochester) 3-0 perde 2º turno (Grand Rapids) 2-4                                                                   |
| 2013-14         | North    | 76   | 45 | 25 | 2   | 4   | 96    | 223 | 202 | 1°          | vince 1º turno (Milwaukee) 3-0 vince 2º turno (Chicago) 4-0 perde semifinali (Texas) 3-4                                           |
| 2014-15         | North    | 76   | 40 | 27 | 9   | 0   | 89    | 207 | 203 | 2°          | perde 1º turno (Grand Rapids) 2-3                                                                                                  |
| 2015-16         | North    | 76   | 54 | 16 | 5   | 1   | 114   | 294 | 191 | 1°          | vince 1º turno (Bridgeport) 3-0 vince 2º turno (Albany) 4-3 perde semifinali (Hershey) 1-4                                         |

## Record della franchigia

### Singola stagione
Gol: 36  John Pohl (2005-06)
Assist: 52  Spencer Abbott (2013-14)
Punti: 79  Tim Stapleton (2008-09)
Minuti di penalità: 215  Kris Newbury (2005-06)
Vittorie: 29  Drew MacIntyre (2013-14)
Media gol subiti: 2.04  Ben Scrivens (2011-12)
Parate %: .926  Ben Scrivens (2011-12)

### Carriera
Gol: 94  Ryan Hamilton
Assist: 116  Mike Zigomanis
Punti: 168  Kris Newbury
Minuti di penalità: 475  Kris Newbury
Vittorie: 71  Justin Pogge
Shutout: 8  Jussi Rynnäs
Partite giocate: 312  Alex Foster

## Palmarès

### Premi di squadra
- Macgregor Kilpatrick Trophy: 1

2015-2016
- F. G. "Teddy" Oke Trophy: 1

2015-2016
- Frank Mathers Trophy: 1

2015-2016
- Robert W. Clarke Trophy: 1

2011-2012
- Sam Pollock Trophy: 4

2007-2008, 2011-2012, 2012-2013, 2013-2014

### Premi individuali
- Eddie Shore Award: 2

T. J. Brennan: 2013-2014, 2015-2016
- Harry "Hap" Holmes Memorial Award: 1

Ben Scrivens: 2011-2012
- Yanick Dupré Memorial Award: 1

Mike Zigomanis: 2012-2013